# ジェシカ・タンディ
ジェシカ・タンディ（Jessica Tandy, 本名: Jessie Alice Tandy, 1909年6月7日 - 1994年9月11日）は、イギリス出身の女優。

## プロフィール
1909年、ロンドンのハックニーに、3人兄妹の末っ子として生まれる。父親は彼女が12歳のときに死去。演劇を学び舞台デビューを果し、ローレンス・オリヴィエやジョン・ギールグッド等と競演。1932年に俳優のジャック・ホーキンスと結婚するが1942年に離婚し、カナダ出身の俳優ヒューム・クローニンと再婚。1947年にはブロードウェイでテネシー・ウィリアムズの『欲望という名の電車』の舞台に立ち、トニー賞を受賞。1978年と1982年にもトニー賞を受賞している。
映画界でも活躍しており、1989年『ドライビング Miss デイジー』で80歳という最高齢でアカデミー主演女優賞を獲得する。また、1991年の『フライド・グリーン・トマト』ではアカデミー助演女優賞にノミネートされるなど80代以降、映画界で存在感を出した。1994年、卵巣癌のため85歳で死去した。

## 主な出演作品

### 映画
- The Indiscretions of Eve (1932)
- Murder in the Family (1938)
- The Seventh Cross (1944)
- Blonde Fever (1944)
- 愛の決断 The Valley of Decision (1945)
- 育ちゆく年 The Green Years (1946)
- 呪われた城 Dragonwyck (1946)
- 永遠のアンバー Forever Amber (1947)
- 旅愁 September Affair (1950)
- 砂漠の鬼将軍 The Desert Fox: The Story of Rommel (1951)
- 開拓者の血 The Light in the Forest (1958)
- 青年 Hemingway's Adventures of a Young Man (1962)
- 鳥 The Birds (1963)
- 結婚しない族 Best Friends (1982)
- ガープの世界 The World According to Garp (1982)
- 殺意の香り Still of the Night (1983)
- ボストニアン The Bostonians (1984)
- コクーン Cocoon (1985)
- 別れの時 Foxfire (1987)
- ニューヨーク東8番街の奇跡 Batteries not Included (1987)
- コクーン2/遥かなる地球 Cocoon: The Return (1988)
- ドライビング Miss デイジー Driving Miss Daisy (1989)
- フライド・グリーン・トマト Fried Green Tomatoes (1991)
- 迷子の大人たち Used People (1992)
- 白い犬とワルツを To dance with the White Dog (1993)
- カミーラ/あなたといた夏 Camilla (1994)
- ノーバディーズ・フール Nobody's Fool (1994)

### テレビ
- ヒッチコック劇場 Alfred Hitchcock Presents (1956) 第2シーズン第6話「トビー」
- ヒッチコック劇場 Alfred Hitchcock Presents (1957) 第3シーズン第1話「ガラスの眼」
- ヒッチコック劇場 Alfred Hitchcock Presents (1958) 第3シーズン第37話「黄金のセダン」
- 「おばあちゃんの贈り物」原題The Story Lady （1991）TV映画
- ER緊急救命室 ER (1994) 第1シーズン第3話「マダムX」